# Rijksstad Spiers

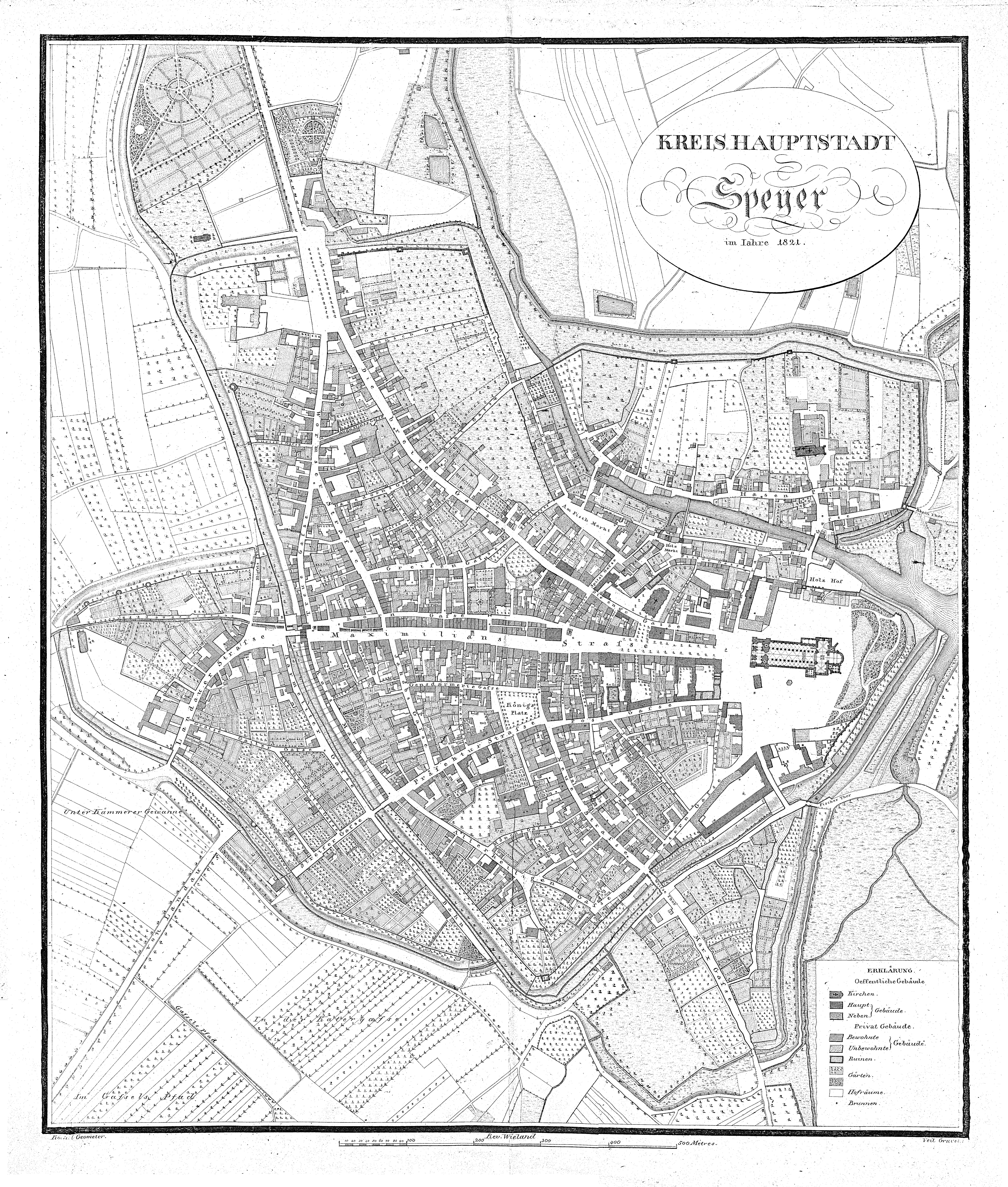
Plattegrond Spiers (1821).

De rijksstad Spiers (Duits: Speyer) was van 1294 tot 1797 een vrije rijksstad binnen het Heilige Roomse Rijk. In 1500 werd de stadstaat ingedeeld bij de Boven-Rijnse Kreits.

## Geschiedenis
De oorspronkelijk Keltische, later Germaanse nederzetting, wordt in 58 voor Christus door Julius Caesar veroverd. De naam wordt dan Civitas Nemetum. In het midden van de vierde eeuw wordt de stad ingenomen door de Alemannen, die op hun beurt in 496 door de Franken worden verdreven. In de zesde eeuw verschijnt de huidige naam: Spira. Deze nederzetting op de resten van de Romeinse nederzetting wordt een kerkelijk middelpunt: in 614 is er een bisschop. In 914 verwerft de bisschop belangrijke privileges van de hertog van Lotharingen, waardoor het stadsgebied losgemaakt wordt uit het gouwgraafschap Spiers (Speyergau).
Keizer Hendrik V verleent de stad in 1111 de grote vrijheidsbrief tijdens de viering van de bijzetting van zijn vader, keizer Hendrik IV, in gewijde grond. Na 1260 is er een hevige strijd met de bisschop van Spiers over de rechten van de stad. Deze strijd eindigde met een overwinning voor de stad in 1294. Sindsdien waren er twee overheden binnen de stadsmuren: die van de Dom-immuniteit en die van de stadsvrijheid. De stad geldt nu als vrije rijksstad.
Van 1527 tot 1698 is de stad de zetel van het Rijkskamergerecht. De reformatie wordt in 1540 ingevoerd. Tijdens de successieoorlog om de Keurpalts veroveren in 1689 Franse troepen de stad, die vervolgens totaal verwoest wordt. De dom en vrijwel alle kerken worden in brand gestoken evenals de grote wereldlijke gebouwen. De bewoners worden negen jaar verdreven. Na deze periode volgt er enig herstel.
Als de rijksstad in 1797 bij de Franse Republiek wordt ingelijfd, wordt ze de hoofdstad van een arrondissement. Na de ineenstorting van het Franse keizerrijk in 1813 wordt de stad tijdelijk bestuurd door Oostenrijk en Beieren. Ten gevolge van de beslissingen van het Congres van Wenen wordt de stad in 1816 overgedragen aan het koninkrijk Beieren. De stad wordt de hoofdstad van de Beierse provincie Rijnpalts.